# Leonhard Paul Birnbaum

Leonhard Paul Birnbaum, ca. 1913; aus dem Album amicorum mit Glückwünschen zum 70. Geburtstag von Rudolf Mosse

Leonhard Paul Birnbaum (* 13. Mai 1880 in Berlin; † 14. Oktober 1933 ebenda) war ein deutscher Journalist, Redakteur und Schriftsteller. Er war den größten Teil seines Berufslebens journalistisch tätig.

## Leben und Wirken
Birnbaum war der Sohn des in Langenschwalbach praktizierenden Badearztes Rudolph Raphael Birnbaum (1843–1881) und dessen Ehefrau Agathe Leopoldine Isabella Birnbaum, geborene Lehmann (1842–1927), einer Tochter von Joseph Lehmann. Seine Eltern waren jüdischer Abstammung. Birnbaum wurde noch im Jahr seiner Geburt in Langenschwalbach evangelisch getauft. Nachdem sein Vater infolge einer schweren Erkrankung 1881 verstorben war, übersiedelte die Mutter nach Berlin, wo sie zusammen mit ihrer Schwester Franziska eine Wohnung in der Voßstraße 16 bezog. Die Schwestern pflegten dort ein reges gesellschaftliches Leben mit Lesungen und auch kleineren Theater- und Musikaufführungen, so dass Birnbaum im Umfeld vieler Künstler aufwuchs, so u. a. dem Schwager seiner Mutter und Maler Paul Friedrich Meyerheim, dem Schriftsteller Friedrich Spielhagen, dem Theaterkritiker und -direktor Paul Schlenther und dessen Frau, der Schauspielerin Paula Conrad, dem Chorleiter und Komponisten Siegfried Ochs oder dem Schriftsteller Hermann Sudermann.
Birnbaum erhielt zunächst Privatunterricht und besuchte dann das Königliche Wilhelms-Gymnasium und das Gymnasium zu Steglitz, wo er 1899 das Abitur ablegte. Anschließend begann er sein Studium, zunächst ein Semester Philosophie und dann Jury an der Universität Leipzig und wurde dort auch Mitglied der Leipziger Universitäts-Sängerschaft zu St. Pauli in Mainz. Birnbaum setzte seine Studien an der Friedrich-Wilhelms-Universität zu Berlin sowie an der Königlich-Preußischen Universität Marburg fort. 1904 erfolgte seine Promotion zum Dr. jur. an der Universität Heidelberg „cum laude“.
Durch Vermittlung seines Onkels Felix Samuel Lehmann (1851–1914), Verleger und späterer Direktor des Cotta- und Union-Verlags, nahm Birnbaum ab Januar 1905 eine Tätigkeit als kaufmännischer Angestellter bei der Deutschen Lloyd Transport-Versicherungs-AG in Berlin auf und wechselte ein Jahr später als  Privatsekretär zu dem national-liberalen Reichstagsabgeordneten Karl Albrecht Patzig. Im Anschluss an diese Tätigkeit war er die überwiegende Zeit seines weiteren Berufslebens journalistisch tätig. Am Ersten Weltkrieg nahm Birnbaum – vermutlich aus gesundheitlichen Gründen – wohl nicht teil.
Neben seiner Tätigkeit als Journalist war Birnbaum auch sozialpolitisch engagiert. Aus dem Jahr 1915 findet sich in der Zeitschrift für Säuglingsschutz, VII. Jahrgang, Heft 5/6 ein Hinweis auf „Dr. Leonhard Birnbaum, Redakteur“. Dort abgedruckt ist eine Petition an den damaligen Reichskanzler mit der Bitte um Vorlage und Beschlussfassung im Bundesrat. In dieser Petition geht es um eine Verbesserung der Unterstützungsleistungen für Mütter vor, im Zusammenhang mit und nach einer Entbindung. Birnbaum hatte diese Petition mit den Mitgliedern des Vorstands der „Gesellschaft für Mutter- und Kindesrecht e. V., Berlin“ unterschrieben. Die unterzeichnete Petition findet sich auch in dem Buch Die Einwirkungen des Krieges auf die Säuglingssterblichkeit und die Säuglingsschutzpolitik von Fritz Rott aus dem Jahr 1915.
Im Verlauf seines Lebens wurde Birnbaum ein Anhänger der Christlichen Wissenschaft.

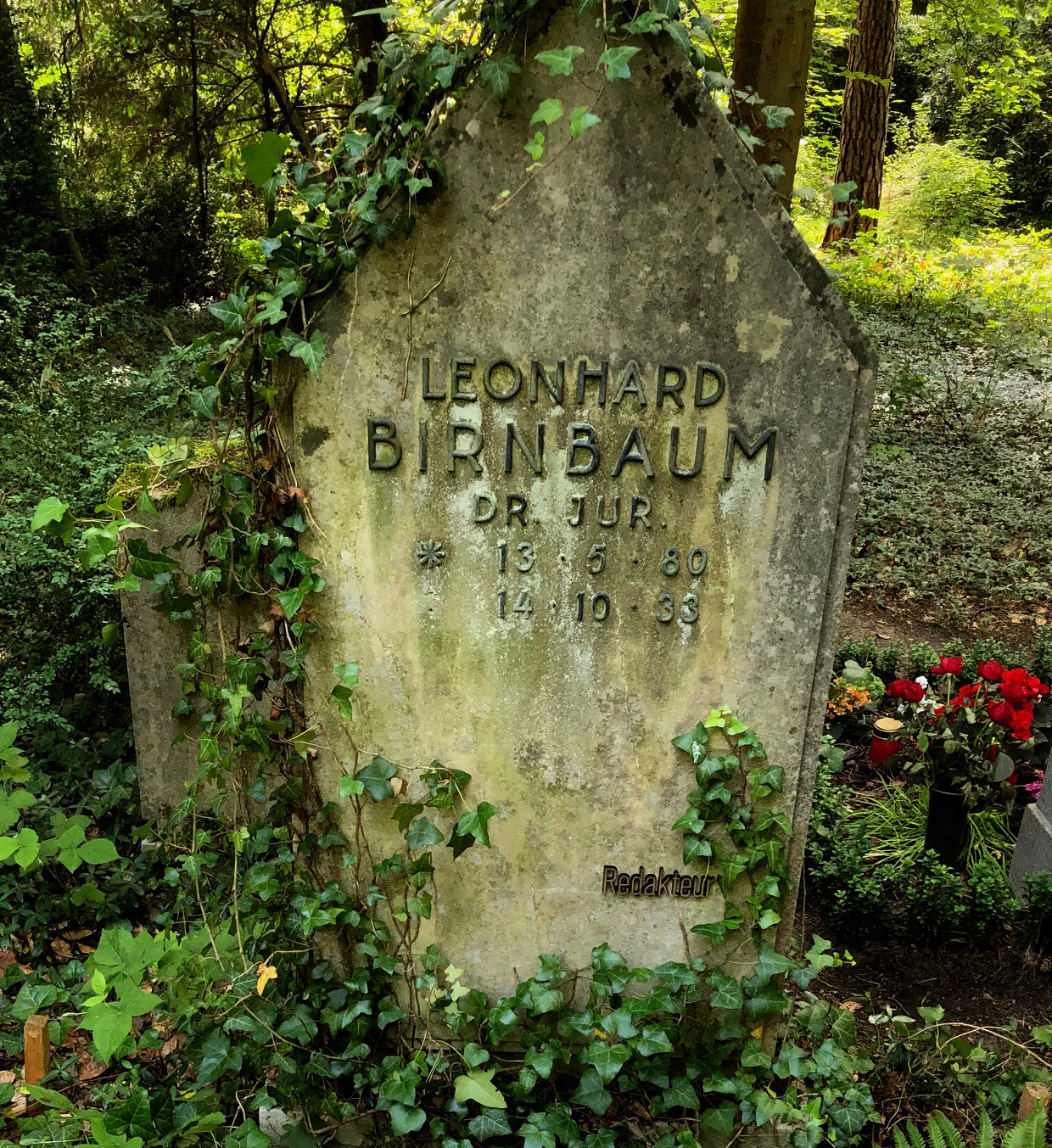
Grab von Leonhard Paul Birnbaum auf dem Südwestkirchhof Stahnsdorf bei Berlin (2020)

Am 14. Oktober 1933 starb Leonhard Paul Birnbaum – gemäß seiner Sterbeurkunde um 13.00 Uhr auf dem U-Bahnhof „Innsbrucker Platz“ – an einem Schlaganfall. Die Grabstätten von Leonhard Paul Birnbaum und seiner Mutter Agathe Birnbaum befinden sich auf dem Südwestkirchhof Stahnsdorf bei Berlin, die Grabstätte des Vaters Rudolf Birnbaum auf dem Jüdischen Friedhof Berlin-Weißensee.

### Privates
Am 21. März 1907 heiratete Birnbaum in Berlin Ella („Elli“) Friedländer (1883 –1963), die Tochter des jüdischen Kaufmanns Simon Friedländer (1838–1906) und dessen Ehefrau Adelheid, geborene Gerson (1854–1922), die beide auf dem Jüdischen Friedhof Weißensee beigesetzt wurden.  Aus der Ehe stammte der Sohn Heinz Rudolf (1908–1980).
Nach Leonhard Birnbaums Tod emigrierten seine Frau und sein Sohn im Jahr 1934 nach Südafrika. In Kapstadt führte seine Frau viele Jahre eine Pension. Heinz Birnbaum, der zunächst als kaufmännischer Angestellter und später in einer Buchhandlung arbeitete, heiratete in Kapstadt Heather Olive Mary Louw, geborene Ellis (1902–1991), die Ehe blieb kinderlos.

## Journalistisches Wirken
Birnbaum war einerseits als selbständiger Journalist tätig, andererseits arbeitete er viele Jahre als Redakteur für das Berliner Tageblatt von Rudolf Mosse.

### Als selbständiger Journalist
Für das Jahr 1907 ist ein Beitrag Birnbaums mit dem Titel „Die akademische Auskunftsstelle der Universität Berlin“ in der Zeitschrift Die Deutsche Hochschule, Nr. 13/14, belegt. In seinem Aufsatz stellte Birnbaum die 1904 nach dem Vorbild einer ähnlichen Einrichtung an der Pariser Universität gegründete Berliner Auskunftsstelle der Universität und ihre einzelnen Abteilungen vor.
Aus dem Jahr 1909 können zwei Artikel von Leonhard Birnbaum nachgewiesen werden, beide in der Münchner Allgemeine Zeitung. Unter der Rubrik „Von unseren Hochschulen“ erschien Birnbaums Artikel Der „neue Student“. Birnbaum sprach sich hierin für eine Erneuerung studentischer Ideale im freiheitlich-liberalen Sinn aus, die seiner Meinung nach aus der Studentenschaft selbst herauskommen müsse. Ferner plädierte er dafür, dass die Studentenschaft eine stärkere Anteilnahme an allen großen Themen des gesellschaftlichen Lebens anstreben müsse. In derselben Rubrik erschien am 4. September 1909 der Artikel „Die Vorbildung der Juristen“, worin Birnbaum die Forderungen des Bonner Jura-Professors Ernst Zitelmann nach einer Reform der Juristenausbildung hin zu größerer Praxisnähe unterstützte, die Zitelmann in einer ebenfalls im Jahr 1909 herausgegebenen Broschüre mit gleichem Titel erhoben hatte.
Aus dem Jahr 1912 findet sich in dem anlässlich des 25-jährigen Regierungsjubiläums von Kaiser Wilhelm II. durch Paul Klebinder herausgegebenen Buch Der Deutsche Kaiser im Film ein Beitrag mit dem Titel Die Kulturmission des Kinematographen von Birnbaum. Er beschrieb hierin die vielfältigen Möglichkeiten des Mediums Film als Bewegtbilddarstellung photographisch aufgenommener Bilder, ging dabei bis hin zu einer Einbeziehung von Filmtechniken in den Bereich der medizinischen Ausbildung und bezog sich auf zeitgleiche Anregungen des Augenarztes an der Berliner Universitäts-Augenklinik Wilhelm Meisner. Auch die Möglichkeiten des Einsatzes von Filmtechniken zu Trainings- und Ausbildungszwecken, die heutzutage mit digital erzeugten Bildern und Simulationstechniken realisiert werden, sprach Birnbaum in seinem Beitrag bereits an. Der genannte Beitrag findet sich auch in einer englischen Übersetzung in dem Buch The Promise of Cinema – German Film Theory 1907–1933, herausgegeben 2016 von A. Kaes, N. Baer und M. Cowan. Das Buch von Paul Klebinder wird außerdem mit Nennung des Namens von Leonhard Birnbaum erwähnt in der Chronik des deutschen Films 1895–1994, von Hans Helmut Prinzler aus dem Jahr 1995.
Im Jahr 1921 erschien bei der UFA in der Reihe „UFA-Blätter – Programm-Zeitschrift der Theater des UFA-Konzerns“ ein von Birnbaum verfasstes Heft mit dem Titel Massenszenen im Film. Birnbaum befasste sich darin anhand von Beispielen aus zeitgenössischen Filmen mit den Möglichkeiten der Filmregisseure, beim Dreh – im Gegensatz zu Aufführungen in Theatern – große Menschenmassen einzusetzen. Das UFA-Heft befindet sich im Archiv der Deutschen Kinemathek. Es wurde u. a. in dem 1947 erschienenen Buch von Siegfried Kracauer From Caligari to Hitler – A Psychological History of the German Film zitiert.
Einen weiteren Artikel von Birnbaum findet man in Die Weltbühne vom 27. Juli 1926. Unter der Überschrift „Die Völkischen und die Jungfrau Maria“ beschäftigte sich Birnbaum satirisch-kritisch mit der Abstammung von Jesus und seiner Mutter Maria. Dies machte er in Form einer fiktiven „Kleinen Anfrage“ an die völkischen Landtagsabgeordneten und vor dem Hintergrund eines vom Gericht eingestellten Verfahrens gegen Bertolt Brecht wegen angeblicher Gotteslästerung in seinem Gedicht Maria. Birnbaum schrieb in seinen Ausführungen u. a. „… meine Herren völkischen Abgeordneten, wenn Sie auch jenen Jesus von Nazareth, der für seine Überzeugung und seinen Glauben an den Gott Israels den Kreuzestod starb, zum „Arier“ umgeprägt haben: seine Mutter, diese mit allen Fasern ihres Wesens jüdische Maria – die zu verteidigen, steht Ihnen, den Wotansrummlern, kein Recht zu. …“
Birnbaum erwähnte in seinem Artikel namentlich den antisemitischen Autor Arthur Dinter, den völkischen Politiker und Publizisten Reinhold Wulle und Richard Paul Wilhelm Kube, den späteren Gauleiter von Brandenburg. Auch spielte er auf den schon damals weitverbreiteten Antisemitismus vor allem in den deutschen Nord- und Ostseebädern (Bäder-Antisemitismus) an und nannte dabei den Borkumer Pastor und späteren Reichsredner der NSDAP Ludwig Münchmeyer. Insgesamt verdeutlichte Birnbaum in dem Artikel seine ursprünglich jüdische Abstammung und stellte sich offen gegen die späteren Machthaber der NSDAP. Birnbaums Weltbühne-Artikel wurde u. a. auch in der 1955 als Buch veröffentlichten Dissertation Die dramatischen Versuche Bertolt Brechts 1918–1933 vom Theaterwissenschaftler Ernst Schumacher erwähnt.

### Redakteur beimBerliner Tageblatt
Von spätestens August 1913 bis Anfang 1928 war Birnbaum dann als verantwortlicher Redakteur für die Wochen=Ausgabe für Ausland und Übersee des Berliner Tageblatt tätig. Im Impressum erschien sein Name in der ersten noch verfügbaren Ausgabe vom 5. August 1913 und letztmals am 6. Februar 1928.
Vorab findet man in einem Album amicorum anlässlich des 70. Geburtstag von Rudolf Mosse im Jahr 1913 eine handschriftliche Widmung nebst Fotografie von Birnbaum. Birnbaum nahm in seiner Widmung Bezug auf Äußerungen von Carl Schurz hinsichtlich der „… Notwendigkeit einer dauernden geistigen Verkettung der Deutschen im Ausland mit der Heimat…“. Das Album amicorum wurde von Mitarbeitern Rudolf Mosses erstellt. Es enthält Grüße von vielen seiner Freunde aus Politik, Kultur und Gesellschaft sowie von Mitarbeitern seines Hauses und befindet sich heute bei der „Mosse Art Research Initiative“ (MARI).
Im Rahmen seiner Tätigkeit für die Wochenausgabe des Berliner Tageblatt verfasste Birnbaum in der Sondernummer „Mittel-Europa“ vom 7. März 1916 seinen Artikel Das neue „Mitteleuropa“. Ausgehend von der kurz vorher erfolgten Begriffsprägung durch den liberalen Politiker Friedrich Naumann setzte sich Birnbaum in seinem Artikel mit den Chancen und Risiken eines zumindest wirtschaftlichen Zusammenschlusses von Deutschland, Österreich und Ungarn auseinander. Weiterhin finden sich über viele Jahre verteilt immer wieder zum Beispiel unter der Rubrik „Literarische Rundschau“ Rezensionen zeitgenössischer Publikationen, die von Birnbaum verfasst wurden.
Von 1920 bis mindestens 1924 war Birnbaum mit einer Privatklage seitens des antisemitischen Schriftstellers Arthur Dinter befasst. Auslöser war der in der Wochenausgabe des Tageblatts vom 9. November 1919 erschienene Artikel Antisemitismus als Geschäftsobjekt, den der bei dieser Zeitung beschäftigte Journalist Julius Barasch auf Geheiß von Birnbaum verfasst hatte. Darin wurde Dinters 1919 erschienenes Buch Die Sünde wider das Blut u. a. als Pamphlet bezeichnet und Dinter der Verfälschung jüdischer Zitate bezichtigt. Dinter verklagte daraufhin Birnbaum als verantwortlichen Redakteur beim Berliner Schöffengericht. Der Prozess zog sich über mehrere Jahre hin und stieß auf großes Interesse in der Presse – zumindest im Anfangsjahr 1924. Über den Prozessausgang ist bisher nichts bekannt. Es gibt Hinweise, dass sowohl der Redakteur Birnbaum als auch der Journalist Barasch zu Geldstrafen verurteilt wurden. Barasch floh 1933 quasi in letzter Sekunde vor der Verhaftung durch die GeStaPo über Paris nach Kopenhagen, wurde dort 1942 verhaftet und 1943 im KZ Auschwitz ermordet.
Birnbaum war auch als Redakteur verantwortlich für die monatlich erscheinende spanische Ausgabe des Berliner Tageblatt: edición mensual en lengua castellana, und zwar von der im Juni 1923 im ersten Jahrgang erschienen Nr. 1 bis zum sechsten Jahrgang 1928 und der seinerzeitigen Nr. 2. Im Heft Nr. 12 des Jahrgangs 1927 erschien ein Nachruf auf die kurz vorher verstorbene Mutter Birnbaums, Agathe Birnbaum.
Neben seiner Redakteurstätigkeit schrieb Birnbaum auch viele Bühnenkritiken – insbesondere in den Jahren 1921 bis 1925 und vor allem auch für die ebenfalls bei Rudolph Mosse erscheinende Berliner Volks-Zeitung.
Im April 1928 fand vor dem Ehrengericht des Bezirksverbandes Berlin des Reichsverbandes der deutschen Presse ein Verfahren gegen Birnbaum als Beschuldigtem statt. Mit Datum 27. April 1928 wurde er schuldig gesprochen, gegen die journalistische Standesehre auf das Gröbste verstoßen zu haben. Er wurde damit aus dem Reichsverband der deutschen Presse ausgeschlossen. Im Anschluss daran kann der Name Leonhard Birnbaum beim Berliner Tageblatt nicht mehr gefunden werden, und es lassen sich auch ansonsten keinerlei Hinweise mehr auf weitere Veröffentlichungen nachweisen.